# Miriam Staudte

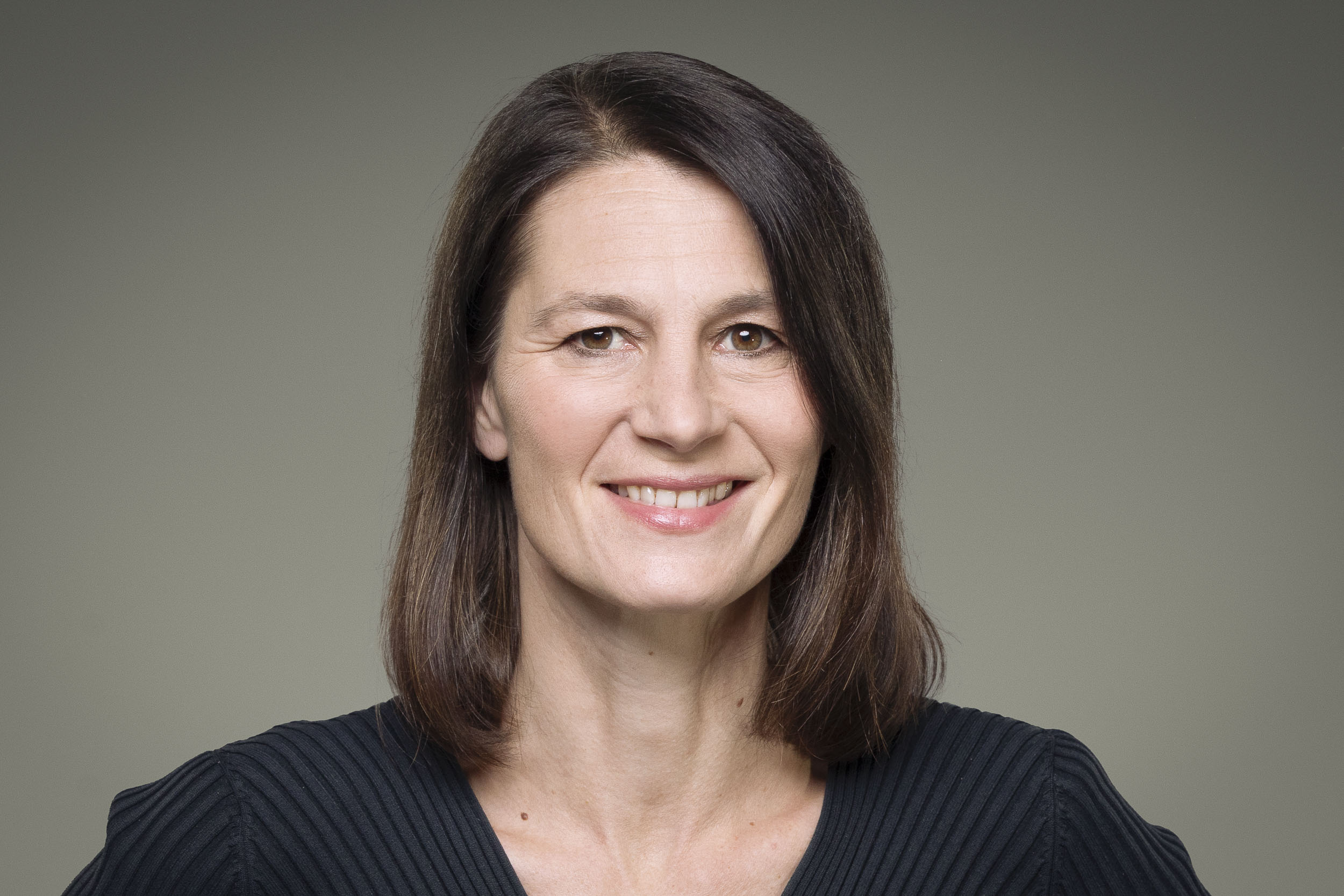
Miriam Staudte, 2021

Miriam Staudte (* 4. November 1975 in Kiel) ist eine deutsche Politikerin (Bündnis 90/Die Grünen). Seit dem 8. November 2022 ist sie niedersächsische Ministerin für Ernährung, Landwirtschaft und Verbraucherschutz. Zuvor war sie von Februar 2008 bis November 2022 Abgeordnete des niedersächsischen Landtages.

## Beruflicher Werdegang
Nach dem Abitur in Geesthacht studierte Staudte von 1996 bis 2001 Sozialwesen an der Fachhochschule Nordostniedersachsen in Lüneburg und erwarb einen Abschluss als Diplom-Sozialpädagogin/-Sozialarbeiterin. Ihre Arbeitsschwerpunkte sind Sozialpsychiatrie und Betreutes Wohnen für Kinder und Jugendliche.

## Politischer Werdegang
Miriam Staudte ist seit 1993 Mitglied von Bündnis 90/Die Grünen und war Sprecherin des Kreisverbandes Lüneburg von 2000 bis 2001. Von 2001 bis 2016 war sie Kreistagsabgeordnete im Landkreis Lüneburg, seit 2004 Vorsitzende der Kreistagsfraktion von Bündnis 90/Die Grünen. Von 2006 bis 2008 war sie Ratsfrau der Samtgemeinde Scharnebeck.
Bei den Landtagswahlen 2008, 2013, 2017 und 2022 wurde Staudte jeweils über die Landesliste ins Parlament gewählt. Sie trat jeweils im Landtagswahlkreis Elbe an. Nach den Koalitionsverhandlungen mit der SPD wurde sie am 8. November 2022 zur Landwirtschaftsministerin ernannt. Im Zuge dessen legte sie ihr Landtagsmandat im Sinne der Trennung von Amt und Mandat nieder. Für sie rückte Britta Kellermann in den Landtag nach.

## Privates
Miriam Staudte ist Mutter von zwei Kindern und wohnt privat im Landkreis Lüchow-Dannenberg.
Staudte hat die Jägerprüfung absolviert, geht aber nicht aktiv zur Jagd.